# Ergilornithidae
Gli ergilornitidi (Ergilornithidae) sono una famiglia di uccelli estinti, appartenenti ai gruiformi, vissuti tra l'Oligocene inferiore e il Pliocene (32 – 5 milioni di anni fa). I loro resti fossili sono stati ritrovati in Asia e in Europa.

## Descrizione
Nonostante la parentela con le odierne gru, questi animali dovevano avere l'aspetto molto simile a quello degli struzzi. Ciò era dato dal fatto che le zampe posteriori erano molto allungate e incredibilmente possenti, al contrario di quelle delle gru attuali. Erano presenti solo due dita (come negli struzzi) e le falangi erano corte e appiattite. La perdita del dito interno e del dito posteriore è interpretabile come un adattamento alla corsa. Le dimensioni di questi animali erano ragguardevoli: benché non raggiungessero la statura degli struzzi, gli ergilornitidi erano paragonabili in quanto ad altezza alle forme più grandi della famiglia delle gru (Gruidae).

## Classificazione
Le somiglianze degli ergilornitidi con gli struzzi hanno portato in passato più di uno studioso a ritenere che questi animali potessero essere strettamente imparentati (Brodkorb, Storrs Olson). In realtà, altre caratteristiche delle zampe e dello scheletro indicano che gli ergilornitidi erano indubbiamente gruiformi specializzati. Originatisi con tutta probabilità dagli eogruidi (Eogruidae), un'altra famiglia di gruiformi corridori, gli ergilornitidi svilupparono nel corso della loro evoluzione adattamenti adatti alla corsa.

## Storia evolutiva
Proergilornis minor, dell'Oligocene inferiore della Mongolia Interna, probabilmente possedeva ancora un abbozzo di dito interno della zampa, mentre in Ergilornis rapidus (sempre dell'Oligocene della Mongolia Interna) il dito interno era scomparso del tutto, e il tarsometatarso portava solo un lieve rilievo al posto dell'articolazione dove avrebbe dovuto esserci il dito interno.
In Amphipelargus maraghanus, del Miocene superiore e Pliocene inferiore dell'Asia occidentale, il rilievo era scomparso e l'adattamento alla corsa era pari solo a quello dello struzzo attuale. Probabilmente questa forma coesistette con le prime specie di struzzo nel Pliocene, ed è possibile che fu proprio la competizione con quest'ultimo che portò all'estinzione gli ultimi ergilornitidi. In ogni caso, questi due gruppi di uccelli sono un mirabile esempio di evoluzione convergente.